# اچ‌اس‌دابلیوام‌اس ساندسول (کی۲۴)
اچ‌اس‌دابلیوام‌اس ساندسول (کی۲۴) (به انگلیسی: HSwMS Sundsvall (K24)) یک کشتی است. این کشتی در سال ۱۹۹۱ ساخته شد.